# 斯图尔特·富兰克林
斯图尔特·富兰克林（英語：Stuart Franklin，1956年6月16日—）是一位英国摄影师。馬格蘭攝影通訊社成员，2006年至2009年任该机构之总裁。 

## 早年生活和教育
富兰克林于1956年6月16日生于伦敦盖斯医院。他曾在牛津大学和伦敦白教堂从伦纳德·麦库姆学习绘画，并从1976年到1979年在西萨里艺术与设计学院学习摄影并获得学士学位。此外，1995年至1997年间，他在牛津大学学习地理学，不久后获得文学学士学位和吉布斯地理学奖。 2000年获得牛津大学地理学博士学位。富兰克林于2016年获得纪实摄影教授职位。富兰克林在2021年7月前在挪威沃尔达大学学院教授摄影和视觉叙事。目前富兰克林是马耳他大学的附属教授。

## 职业生涯
1980年至1985年间，富兰克林就职于巴黎西格玛通讯社。期间他拍摄了黎巴嫩内战、英国失业潮、苏丹饥荒和希素球場慘劇。
1985年，富兰克林加盟Magnum Photos，他于 1989 年成为正式成员。同年，富兰克林赴北京记录六四事件并拍摄坦克人照片，这些广泛记录北京市内抗议活动的图集在《时代》杂志上首发。富兰克林因此获得年度世界新闻摄影奖。
1989 年，富兰克林与绿色和平组织共赴南极洲。 1991年至2009年间，富兰克林为《国家地理》撰写了约20篇文章，主题包括印加帝国征服者法蘭西斯克·皮澤洛和魁北克以及布宜诺斯艾利斯和马来西亚等地的水力斗争。此外，他还从事书籍和文化项目。 2008 年 10 月，泰晤士河和哈德逊出版社出版了他的著作《足迹：我们的变化中的景观》（ Footprint: Our Landscape in Flux）。它是欧洲不断变化的景观的不祥摄影记录，突出了富兰克林对生态的关注。
2009年，富兰克林为北极光摄影节策划了一场关于加沙的展览——《不归路》。2009年以来，富兰克林一直专注于挪威的一个长期景观项目，并于2013年以《水仙》之名出版。近期富兰克林参与一部有关在叙利亚工作的医生和加莱移民的纪录片制作。富兰克林的最新著作《纪录片冲动》于2016年4月由Phaidon出版。此作研究了报道中真相的本质，以及从五万年前以洞穴艺术开始的自我表现的驱动力，一直到近二百年来引导纪实摄影沿着不同轨道前进的各种迭代和冲动。富兰克林是2017 年世界新闻摄影评审团主席。富兰克林目前在马耳他和南欧撰写长期摄影论文。

## 所获奖项
- 基督教人道主义摄影援助奖，1985年
- 汤姆霍普金森奖，1987年
- 世界新闻摄影奖现场新闻三等奖故事，1990年[6]
- 国际年度图片奖，1990年
- 牛津大学吉布斯地理奖，1997年
- 皇家摄影学会荣誉院士，2003年[9]
- 医学记者协会年度特辑，2021年。《星期日泰晤士报》杂志的伦敦医院冠状病毒封面故事：风暴之眼。

## 所著书籍
- 《天安门广场》，伦敦：黑太阳，1989。
- 《树的时代》，米兰：莱昂纳多·阿特，1999。ISBN 88-8310-058-1 。
- 《阿尔贝里/树木》，米兰：Fondazione Nicola Trussardi / Charta，2002。ISBN 88-8158-370-4 。
- 《活力之城》 ，米兰：Mondadori Electa，2003 年。ISBN 88-370-2118-6 。
- 海热。牛津：巴德威尔，2005。ISBN 0-9548683-4-X 。
- 《非洲酒店》。斯托克波特：德维·刘易斯，2007 年。ISBN 978-1-904587-52-1
- 《足迹：我们的景观在不断变化》，伦敦：泰晤士河和哈德逊，2008 年。ISBN 978-0-500-54364-1 。
- 《圣彼得堡》，圣彼得堡：Perlov 设计中心，2012 年。ISBN 978-5-904442-08-8
- 《水仙》，奥斯特菲尔登： Hatje Cantz ，2013 年。ISBN 978-3-7757-3554-4
- 《纪录片冲动》，纽约和伦敦： Phaidon ，2016 年。ISBN 978-0-7148-7067-0
- 《类比》，柏林： Hatje Cantz ，2019 年。ISBN 978-3-7757-4530-7
- 《重新审视歧义：与图片交流》，汉诺威：同上出版社。 2020 年。ISBN 978-3-8382-13897